# Andrés Muruais Rodríguez
Andrés Leandro Muruais Rodríguez (Pontevedra, 1851 - Id., 1882). Poeta gallego de finales del siglo XIX. Sus obras reflejan el modo de vida de la sociedad gallega de la época y fue uno de los referentes literarios del movimiento poético denominado generación del 68 o generación de Fonseca. Su intenso activismo político y social se truncó con su prematura muerte a los 31 años.

## Biografía
Nació en Pontevedra el 30 de noviembre de 1851. Fue el mayor de tres hermanos. Un año después nacería su hermano Jesús y pocos años más tarde, su hermana Soledad. Su madre, Soledad Rodríguez, era una burguesa de Pontevedra, su padre, Juan Muruais, natural de Santiago de Carril, era catedrático de matemáticas del Instituto de dicha ciudad. Quedó huérfano de padre muy pronto, pues Juan murió cuando Andrés aún no había cumplido los 4 años. La ausencia de padre hizo de Andrés un joven un tanto díscolo. Estudiante mediocre, logró acabar sus estudios de bachillerato en los Institutos de Pontevedra y Orense, para matricularse, en 1869, en la Facultad de Medicina de Santiago de Compostela. Fue en su etapa como estudiante universitario, cuando comenzó a escribir sus primeros poemas y piezas teatrales. Se adhirió al movimiento que propugnaba una Galicia dentro de un Estado federal cantonal. Apodado «El diablo de Galicia» debido a su hiperactividad y carácter rebelde (apedreaba casinos, se burlaba del clero, acosaba al burgués) lideró un grupo de estudiantes denominado «El batallón de Fonseca», entre los que se encontraban Alfredo Vicenti, Manuel Curros Enríquez y Waldo Álvarez Insua, entre otros.  Acabada la carrera, en 1875, se trasladó con su hermano Jesús a Madrid. Allí asistió a las reuniones de La Galicia Literaria, cenáculo literario constituido por los poetas gallegos que entonces residían en la capital de España (Francisco Añón, Teodosio Vesteiro, Manuel Curros Enríquez, Celso García de la Riega, Evaristo Vázquez, su hermano Jesús, etc.). Su impetuoso carácter, provocó una acalorada disputa en el seno del grupo que sería el preámbulo de la disolución de la asociación. Su estancia en la villa es breve, pues la añoranza por la tierra lo consume. Regresa al cabo de poco tiempo para ejercer como médico en la localidad pontevedresa de Catoira. 
Su andadura literaria comenzó en 1873, en los periódicos pontevedreses El Deber y La Constancia, donde escribió crónicas de actualidad bajo el pseudónimo de Teucro. Compuso un par de piezas teatrales que fueron representadas en su día con relativo éxito: Percances de un viejo verde (1874) y La Hija del Timonel (1878). Pero donde destacó fue en el ámbito de la poesía. Escribió indistintamente en gallego y en castellano, si bien sus más celebrados poemas fueron escritos en su lengua vernácula: Unha de paus (1875), O bautismo (1878) y Cousas de mozos. Sus poemas de juventud fueron publicados en el folletín de El Deber y La constancia en 1874, conformando un volumen titulado Cantos inarmónicos. La temática de sus poemas es de costumbres, si bien sus primeros poemas destilan un erotismo que raya en lo obsceno (Ahí me las den todas, Susana. Leyenda Bíblica, Escena Sacrosanta). Aunque con el tiempo suavizaría su tono, siempre conservó un matiz picaresco. Fue un anticlerical militante y muchos de sus composiciones dan prueba de ello (Anochecer en Belvis, Dos religiones). En 1876, creó el personaje mitológico del Urco, que daría vida a los carnavales de la ciudad. Participó en los Juegos Florales de Pontevedra de 1880, donde obtuvo un premio por su Himno a Galicia. Impulsó la música coral, fundando el orfeón «Los Amigos».
Faltando pocos días para cumplir su trigésimo segundo aniversario, el 21 de noviembre de 1882, Andrés Muruais falleció debido a una tuberculosis contraída meses antes. En su honor, los poetas gallegos realizaron una Corona Fúnebre en su memoria. El Ayuntamiento de Pontevedra le dedicó una calle en el Ensanche en 1883.

## Obra literaria
- Percances de un viejo verde (teatro)
- La hija del Timonel (teatro)
- Cantos Inarmónicos y otros poemas (Poesía)
- La Revista de la Semana (Crónicas)
- Reinado y muerte del Urco (Colección de documentos en prosa y verso del carnaval de 1876 en Pontevedra)